# Plant Piece
„Plant Piece“ je avantgardní dílo velšského hudebníka a skladatele Johna Calea. Vzniklo v roce 1963, kdy stále Cale studoval na Goldsmiths College při Londýnské univerzitě. Bylo výrazně ovlivněno hnutím Fluxus. Premiéru díla provedl Robin Page (odehrála se na Goldsmiths College), pro kterého Cale v předchozím napsal skladbu Outdoor Pieces. Při představení, respektive skladbě, je na jevišti postavená květina v květináči. Page, který zpočátku stál na balkónu, na ní začal křičet, že zemře. Později přišel až ke květině, kde ve svých nadávkách pokračoval.